# Rinorea comperei
Rinorea comperei är en violväxtart som beskrevs av Taton. Rinorea comperei ingår i släktet Rinorea och familjen violväxter. Inga underarter finns listade i Catalogue of Life.